# جيم كرويشانك
جيم كرويشانك (بالإنجليزية: Jim Cruickshank)‏ هو كاتب سيناريو ولاعب كرة قدم بريطاني، ولد في 13 أبريل 1941 في غلاسكو في المملكة المتحدة، وتوفي في 18 نوفمبر 2010 في إدنبرة في المملكة المتحدة. شارك مع منتخب اسكتلندا لكرة القدم. أما مع النوادي، فقد لعب مع نادي دمبرتون وهارت أوف ميدلوثيان.

## مسيرته الكروية
لعب جيم كرويشانك خلال مسيرته الاحترافية مع ناديين في ثمانية عشر موسمًا ولم يسجل خلالها أي هدف ضمن 397 مباراة. ولم يفز بأي موسم بالكأس أو بالدوري.
خاض جيم كرويشانك مسيرته مع نادي هارت أوف ميدلوثيان في موسم 1960–61 ليلعب معه سبعة عشر موسمًا، مشاركًا في 394 مباراة ولم يسجل أي هدف. ثم انتقل إلى نادي دمبرتون في موسم 1977–78 لمدة موسم واحد، حيث شارك في 3 مباريات ولم يسجل أي هدف أيضًا.

## وصلات خارجية
- جيم كرويشانك على موقع الاتحاد الإسكتلندي (الإنجليزية)
- جيم كرويشانك على موقع قاعدة بيانات كرة القدم.إي يو (الإنجليزية)
- جيم كرويشانك على موقع ناشيونال فوتبول تيمز (الإنجليزية)